# Wilhelm Tabel
Wilhelm Tabel (* 28. Oktober 1860 in Schildfeld; † 1. Februar 1940 ebenda) war ein deutscher Müller und Politiker (DNVP).

## Leben
Wilhelm Tabel besuchte die Realschule in Schwerin und schloss eine Lehre im väterlichen Mühlbetrieb und in der Landwirtschaft an. Anschließend verdingte er sich in fremden Mühlen als Müller. 1893 übernahm er die Mühle seines Vaters in Schildfeld.
Er war seit 1894 Ortsvorsteher in Schildfeld und in verschiedenen Gremien des Müllerhandwerks, u. a. als Vorsitzender des Verbandes Mecklenburgischer Müllerinnungen und Obermeister der Müller-Zwangs-Innung Wittenburg, aktiv. Seit 1906 war er Mitglied der Mecklenburger Handwerkskammer. Später wurde er u. a.  Arbeitsrichter der Handwerkskammer Schwerin.
1919 wurde er bis Juni 1920 Abgeordneter des Verfassunggebenden Landtags von Mecklenburg-Schwerin. 1929 war er Vorstandsmitglied der Amtslandkasse Hagenow.
Tabel hatte sechs Kinder. Ein Sohn war der spätere Amtsgerichtsrat und Experte für Jagdhunde Carl Tabel (1897–1993).